# Neostroblia incessans
Neostroblia incessans là một loài tò vò trong họ Ichneumonidae.